# Clare Deniz
Clare Deniz (geboren als Claire Deniz) is een Britse celliste. Clare Deniz studeerde af met een masters degree aan de Universiteit van Londen. Naast haar optredens als celliste is zij docent aan verschillende colleges in het Verenigd Koninkrijk.  
Clare Deniz is een dochter van Clara Wason, beter bekend als Clare Ethel Deniz (30 september 1911-7 december 2002), die pianiste was en Francisco Antonio (Frank) Deniz (1912-2005), gitarist en bandleider.
Ze speelde in het orkest van het Royal Ballet in het Londense Sadler’s Wells Theatre, waarna ze samen speelde met de folkrockband Strawbs tijdens de opnamen van hun eigen tweede muziekalbum Dragonfly. Ook speelde ze mee met het debuutalbum Gentle Giant (album) van de Britse rockband Gentle Giant, en wel met het nummer Isn't It Quiet And Cold; Zij is ook te beluisteren op de cd Casablanca Moon van Slapp Happy. Daarna speelde ze nog een compositie mee op de Strawbs elpee Ghosts (1974). Zij heeft ook nog een rol als orkestlid gehad in de film Haunted Honeymoon uit 1986.
Clare Deniz ging na haar vertrek bij Strawbs onder andere studeren bij klassiek celliste Jacqueline du Pré en bij Paul Tortelier, Zij wijdde zich vanaf toen geheel aan klassieke muziek. Zij speelde bij de Welsh National Opera en bij de English National Opera. Rond 2016 treedt zij op samen met pianist Alan Brown.